# Історія альпінізму в Україні

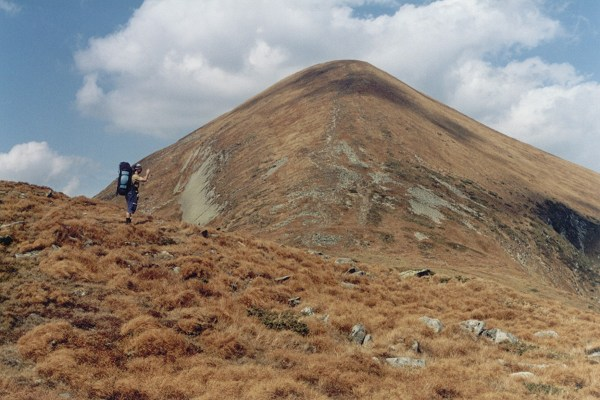
Говерла

## Перші альпіністи України
Перший гірський клуб на території України започатковано 6 травня 1890 р. в Одесі — «Кримський гірський клуб» (з 1905 р. — «Кримсько-Кавказький гірський клуб»). Основний напрямок роботи — гірський туризм з науково-дослідною діяльністю. Клуб проіснував до 1917 р. Біля керівництва клубу стояли найкращі представники інтелігенції, відомі діячі науки того часу (Н. Я. Ростовцев, Л. П. Долинський, І. Ф. Фан-дер-Фліт, А. Д. Бертье-Делард, Е. Ф. Молчанов). Коротке, але плідне і цікаве життя прожив цей первенець. Членами клубу були і альпіністи (Р. Ф. Афанасьєв, Д. В. Поггенполь, О. К. фон Мекк, О. П. Ганський та інші), які здійснювали сходження в Альпах і горах Кавказу. Але це були лічені альпіністи-ентузіасти.

## Початок розвиткуальпінізмув Україні
Початок розвитку альпінізму в Україні поклали українські альпіністські експедиції на Тянь-Шань, які починаючи з 1927 р. формувалися у Харкові, і пов'язуються з іменем М. Погребецького, організатора харківської гірської секції, керівника першої української науково-спортивної експедиції (1929 р.), яка відкрила для науки нові хребти, льодовики в недосліджених районах Центрального Тянь-Шаню та самий північний майже семитисячник Хан-Тенгрі (6995 м). Перше сходження на Хан-Тенгрі здійснено 11 вересня 1931 року (М. Погребецький, Б. Тюрін, Ф. Зауберер (Харків), третя експедиція на Хан-Тенгрі). В цьому же році біля підніжжя Ельбрусу (у верхів'ях Баксану) харків'яни організували свій першій альпіністський табір. Широка інформація про роботу експедицій та сходження у Тянь-Шані, підтримка керівництва Харкова та республіки сприяли розвитку альпінізму, а залучення в експедиції молоді створило в Україні альпіністський актив.
Розвиток альпінізму в Україні тісно переплітається з розвитком альпінізму в СРСР, і до кінця 1991 року важко розглядати цей процес, як окремий. До об'єднання усіх українських земель, включаючи Закарпаття (1939 р.) та приєднання Криму (1954 р.), територія України не відмічалася різноманітністю рельєфу. У цілому — це безкінечні рівнини від північного кордону до берегів Азовського та Чорного морів. Тому зрозуміло, що як початок, так і розвиток високогірного альпінізму в Україні пов'язаний зі сходженнями в гірських системах за кордонами України. У 30-ті роки XX ст. поступово серед учасників експедиції виділилося ядро осіб, котрі зв'язали розвиток масового альпінізму з більше близькими до України горами Кавказу.

## Розквіт у 30-ті роки

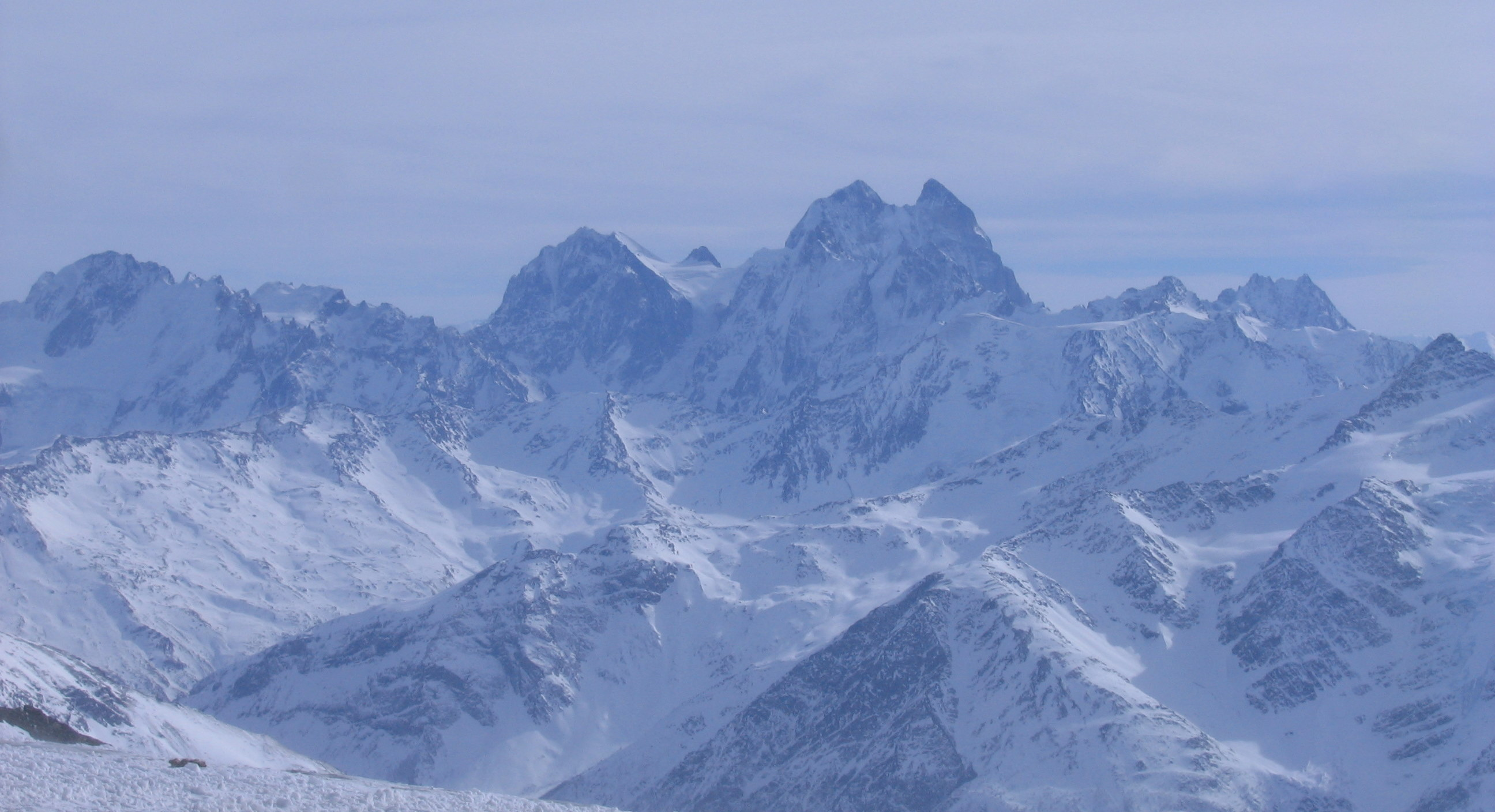
Вид на Ушбу з Ельбруса взимку, 20 км на південний схід

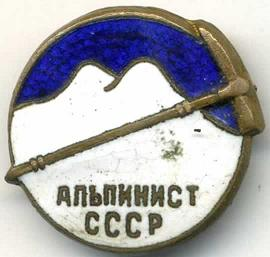
Значок Альпинист СССР

Вже в 1932 році велика група альпіністів робить сходження на Західному і Центральному Кавказі (Г. Маслов, А. Альперін, П. Курилов, М. Лєвіна, Г. Колєнов та інші). На початку 30-х років альпінізм почав складатися з двох етапів — навчального і спортивного. Ці два етапи, маючи деяку різницю у цілях і методах підготовки, співіснували у нероздільному зв'язку, доповнюючи і збагачуючи один одного. Навчальний альпінізм займався навчанням альпіністів, підготовкою інструкторів, сприяв масовості. Спортивний альпінізм розвивався зусиллями окремих команд і ентузіастів. Обидва етапи одержували підтримку від держави та профспілок.
- 1933 р. — підкоряється п'ятитисячник Коштан-Тау (5145 м, центральний Кавказ, Безенгі).

- 1934 р. — починається освоєння українцями Східного Кавказу (Цей) — Олександр Зюзин, М. Моргун, П. Курилов (здійснює траверс частини Цейської підкови). Започатковані значки «Альпініст СРСР» I і II ступені, введені звання майстер і заслужений майстер альпінізму. Першим українським майстром альпінізму став М. Погребецький у 1934 р., потім у 1947 р. — О. Зюзин.
- 1935 р. — гірська секція Будинку вчених у Києві (гірський туризм) перетворюється в альпіністську секцію спорттовариства «Наука» (К. Татарко, П. Борзяк, Б. Ушацький). Міністерство Освіти та Дитяча екскурсійна станція України в Цейській ущелині організовують табір юних альпіністів. Першим завучем став Костянтин Маркович Павелл. У 1947 р. табір розпочав роботу в ущелині Адил-су, а в 1952 р. перебазувався в Баксанську долину на Поляну вчителя. У 1953—1969 рр. ним керував В. Ф. Луцик, спочатку завучем, потім начальником. В 1972 р. табір перестав існувати.
- 1936 р. — відроджується альпіністська секція в Одесі, нею керує студент О. Блещунов.

1937 р. — створена Українська республіканська секція альпінізму, головою обрано М. Погребецького (з 1938 р. — він киянин).
На Кавказі вже працюють стаціонарні високогірні табори спортивних товариств профспілок України: «Локомотив Півдня» в ущелині Гара-ауз-су і «Наука» та «Сталь» в ущелині Адир-су. Здійснюються першосходження на Тіхтенген з півдня (Безенгі, — А. Альперін, В. Сегалов, Федченко) та Доппах Західний (Дігорія — О. Зюзин, І. Федоровський, Г. Федоров). На Памірі у групі О. Арістова здійснюють сходження на пік Сталіна — 7495 м — Федорков і В. Кіркоров (пік Гармо, з 1931 р. — пік Сталіна, з 1961 р. — пік Коммунізму, з 1998 р. — пік Ісмїала Сомані).
В 1938 р. М.Т Погребецький організовує і очолює в ущ. Адир-су українську школу інструкторів з альпінізму, яка працювала до початку ВВВ. В 1946—1952 рр. школа продовжила свою діяльність вже в ущ. Адил-су.
У 1938—1941 роках триває активний розвиток альпінізму. Удосконалюються програми навчання альпіністів — спортсменів та інструкторів. Важко перерахувати усі досягнення українських альпіністів у цей бурхливий період розвитку. Деякі з них наступні.
У 1938 р. Український комітет фізичної культури та спорту проводить на Кавказі альпініаду на честь 20-річчя ВЛКСМ за участю 200 осіб під керівництвом харківських, дніпропетровських та київських альпіністів. Харків'янин В. Сегалов здійснює перше радянське сходження на вершину Шхельда (центр. вершина) по північній стіні. Одесит О. Блещунов піднімається на Ушбу (Північна вершина), дніпропетровчани О. Зюзин, І. Федоровський, С. Тюленін та С. Наришкін здійснюють першосходження на Теплі по північно-західному гребню (Східний Кавказ).
1940 р. — В. Сєгалов, Н. Гольдрин і І. Бабін траверсують обидві вершини Ушби. О. Блещунов організує високогірну експедицію на Памір за участю фізіологів-висотників. У складі альпіністської групи В. Гарницький, Х. Лернер, С. Рискін, В. Шигарін, В. Яценко. Наукова робота по вивченню активної акліматизації проводилася на висоті 6000 м. Альпіністи експедиції здійснили надзвичайно складний кільцевий маршрут у районі найбільшого оледеніння Паміру. Вони піднялись на ряд шеститисячників і по праву першосходжувачів присвоїли їм імена В. Абалакова, М. Погребецького та Райкової.
Взимку 1941 р. спорткомітет України проводить у Домбаї (Західний Кавказ) великій гірськолижний похід через Чучхорський перевал під керівництвом Г. Колєнова.

## Післявоєнний період
У Другу світову війну були нанесені великі втрати альпіністському руху в Україні, зруйновано усі бази на Кавказі. Значна частина українських альпіністів пішла на фронт. По закінченню війни альпіністський актив значно зменшився. Почалася відбудова. З 1946 року відновили свою діяльність альпіністські секції Києва, Харкова, Дніпропетровська, Одеси. Знову запрацювала на Кавказі Українська школа інструкторів альпінізму під керівництвом М.Погребецького. Проводяться зимові збори в Карпатах. В київському інституті фізкультури в навчальну програму введено курс альпінізму та створено велику секцію альпіністів.
У 1946 році вводяться спортивні розряди по альпінізму, тепер система організації виглядала так: спочатку підготовка молоді на значок «Альпініст СРСР», відзначаючий вступ до родини любителів гір, потім спортивне удосконалення по розрядах, далі освоєння найвищої ступені майстерності, відзначаєме званнями «Майстер спорту СРСР» та «Заслужений майстер спорту СРСР». Це стимулювало спортивно-масову роботу. Спортивна робота не тільки досягла, але й перевищила довоєнний рівень, та масовість ще відставала (не вище 40 % від рівня 1940 р.). Практична робота велась спортивними товариствами профспілок і відомств. Комітети у справах фізкультури і спорту виконували керівництво і контроль усіх видів альпіністської діяльності. Така схема зберігається до 1991 року.
Серед повоєнних спортивних досягнень українських альпіністів можна відзначити траверс частини Головного Кавказького хребта: пік Кавказ — Бжедух — Вільна Іспанія (1947 р., В. Зюзін, С. Тюленєв, Л. Ходюш, Н. Яковенко), траверс Цалгмил (1947 р., В. Сєгалов, В. Анненков, М. Борушко, Ю. Москальцов) та інші.
1949 рік — початок проведення першостей СРСР з альпінізму. Перше змагання проведено у двох класах: технічно складний і траверси. Першими українськими чемпіонами СРСР стають Ю. Москальцов (Київ) і В. Мартинов (Харків) — 1949 рік, траверс Кавказького хребта від Коштан-Тау до Дих-Тау у складі збірної команди В. Абалакова.
З 1950 року введений ще один клас — висотні сходження (вершини вищі 6250 м).
1953 р. — знову серед переможців Першості СРСР українські альпіністи — Г. Бухаров (Харків), М. Шилкін (Київ), В. Рожко (Київ), які у складі команди ВДСТ «Буревісник» здійснили складний траверс вершин Ляльвер — Дихтау (Кавказ, Безенгі). Цей переможний шлях продовжив М. Шилкін у 1954 р. за сходження на пік Революції, а у 1957 р. він стає тричі чемпіоном після підйому на пік Сталіна (7495 м) через Памірське фірнове плато у складі команди «Буревісник».
Українські альпіністи поступово нарощують активність участі в чемпіонатах СРСР (з 1954 року). Цьому сприяють чемпіонати України (з 1957 року). В 1958 році вперше призером чемпіонату СРСР у класі технічно складних сходжень стає повністю українська команда у складі: В. Овчаров, В. Моногаров, В. Фоменко, М. Алексюк, В. Кононов, Б. Субартович (ДСТ «Авангард»).

## Сучасний період
У 1961 році вперше українська команда стає чемпіоном СРСР. Це команда ДСТ «Авангард» у складі В. Моногаров, М. Алексюк, І. Кашин (усі — м. Київ), В. Козявкін (м. Харків), Л. Кенсицький (м. Ужгород), Б. Шапошніков (м. Донецьк), які здійснили дуже складний траверс вершин Коштантау — Межиргі — Дихтау з підйомом на Коштантау по північно-східному ребру с льодовика Уллуауз (Кавказ, Безенгі). Чемпіонами в технічному класі стали альпіністи СДСТ «Буревісник» А. Глуховцев, Я. Фоменко. Крім цього, складні сходження здійснили і ряд інших команд, в тому числі харків'яни К. Баров, Г. Бухаров, Е. Багдасаров, Ю. Боліжевський.
Кількість учасників чемпіонату СРСР і досягнення українських альпіністів безперервно зростає. У 1962 році учасники експедиції Укрсовпрофу здійснюють рекордне по кількості осіб (38) сходження на пік Леніна (7134 м, Памір). Практично в усіх чемпіонатах СРСР до 1991 року українські команди посідали перше або призове місце. За період 1949—1991 роки медалями чемпіонатів СРСР у всіх класах змагань нагороджено 309 осіб, у тому числі золотими — 127, срібними — 91, бронзовими — 85. Триразовими чемпіонами були М. Шилкін (1953, 1954, 1957), М. Алексюк та В. Моногаров (1961, 1965, 1968), А. Кустовський та В. Черевко (1964, 1966, 1967), О. Верба та О.Бичек (1980, 1983, 1984).
Іменами багатьох українських першосходжувачів (А. Кустовського, Г. Польового, В. Ковтуна, Ю. Григоренко-Пригоди, О. Верби, В. Черевко, В. Овчарова, І.  Чаплинського, О. Фоміна та інших) названо складні альпіністські маршрути в різних гірських районах. Технічно складні маршрути прокладені на Кавказі (на Ушбу, Шхельду, Чатин, Коштантау, Чанчахі, Нахар та інші), Тянь-Шані (Свободная Корея та інші), Памірі (Чапдара, Холодна стіна, Енгельса та інші), Паміро-Алаї (Аксу та інші), та на заході в Альпах — Пти-Дрю (В. Моногаров), Гран-Жорас (В. Гончаров та інші), Дахшстайн та інші, у США — Ель-Капітан (С. Бершов).
Висотні сходження в основному обмежувалися вершинами, розташованими на території СРСР: пік Комунізму (7495 м), пік Перемоги (7439 м), пік Леніна (7134 м), пік Корженевської (7105м) та Хан-Тенгрі (6995 м). На усі ці вершини проклали шляхи українські альпіністи, завойовуючи місця у змаганнях. Серед них виділяються 2 маршрути команди під керівництвом А. Кустовського на пік Комунізму (1967, 1973), та маршрут команди Б. Сівцова на пік Перемоги (1969). В 1982 році перебуваючи у складі збірної СРСР С. Бершов (Харків) і М. Туркевич (Донецьк) зробили видатне першопроходження на Еверест (8848 м). Це був початок гімалайської ери.

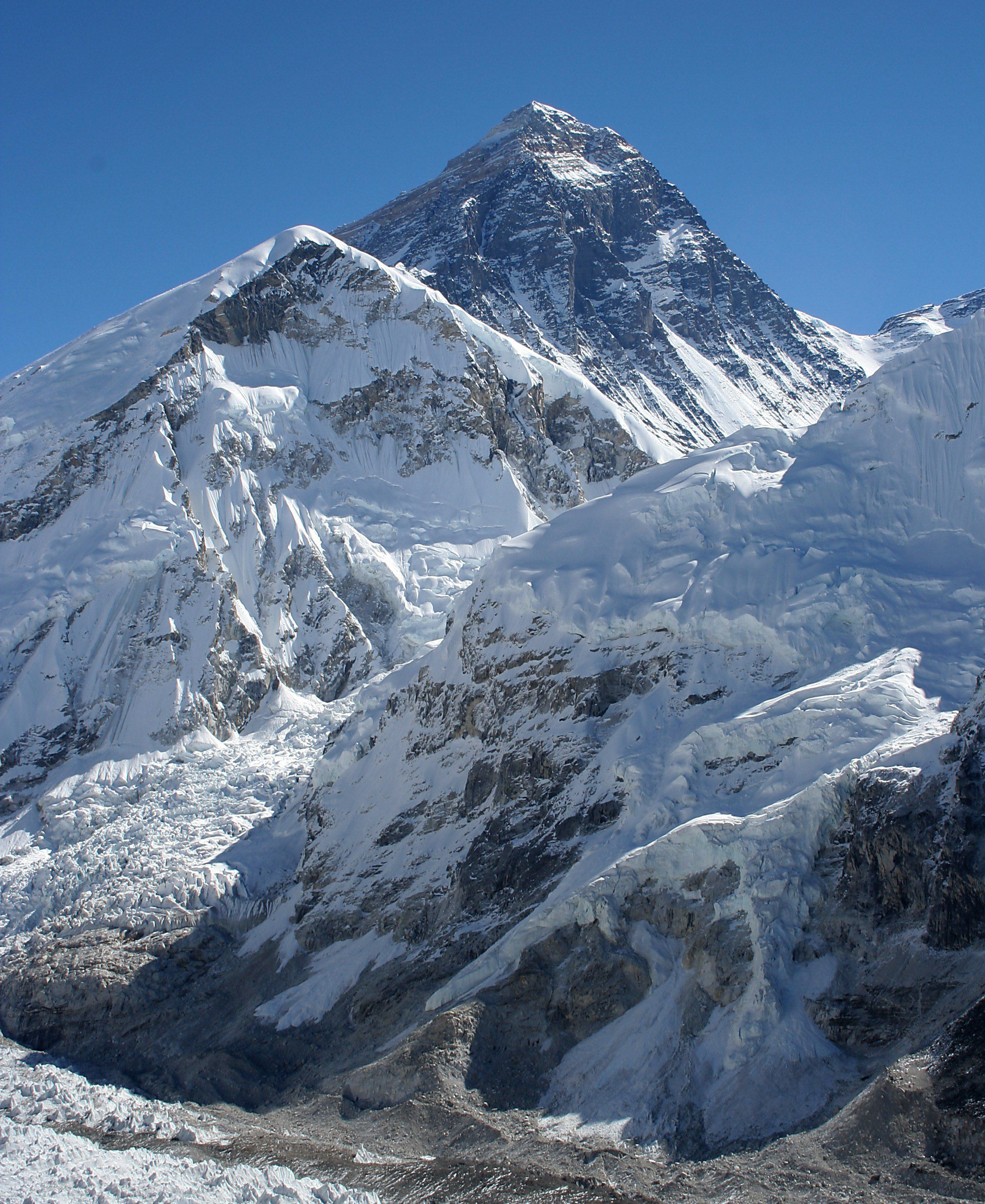
Джомолунгма (Еверест, Сагарматха) — найвища вершина світу. Вид з північного заходу

У 1989 році в 2-й Радянській експедиції у Гімалаї С. Бершов та М. Туркевич здійснюють траверс 4-х вершин масиву Канчанджанга (8586 м), піднявшись на Південну вершину, а В. Пастух (Харків) здійснює траверс Південної, Середньої та Головної вершин.
У 1990 році одесит М. Горбенко у складі міжнародної експедиції «Восхождение Мира» піднявся на Еверест, а С. Бершов у складі експедиції Профспорту зійшов по складному маршруту на Лхотзе (8516 м). У 1991 році учасники першої української гімалайської експедиції І. Свергун, В. Пастух та А. Макаров першими у світі здійснюють траверс масиву Манаслу (8163 м). Це було завершальне висотне сходження українських альпіністів, як горосходжувачів України в складі СРСР.
У спортивну славу альпінізму внесли свій вклад жінки-альпіністки, майстри спорту, чемпіони та призери України, які здійснювали технічно-складні схождення, у тому числі першосходжування: Р. Горлаєва — м. Маріуполь (керівник жіночої групи на в. Двойняшка 5А к.с. у 1972 р.), А. Клокова — м. Київ (учасниця траверсу Ушби у 1973 р. у жіночий команді СРСР), Л. Олійник та Г. Свентицька — Харків, Л. Бойко — Одеса, А. Галайдюк, С. Недосєкова, Г. Цвєткова та інші — Київ.
Жінки — «Снігові барси»: В. Семенюк — Одеса, Н. Коробова — Київ, харківянки С. Бугай та Т. Єна (піднялась на восьмитисячник Дхаулагірі у 1994 р). Е. Насонова — Алушта, повторила двічі норматив снігового барса, на декілька семитисячників піднімалась по 3-4 рази.
Українські альпіністи працювали у висотному міжнародному таборі на Памірі гідами-висотниками, супроводжували групи іноземні і союзні на піки Комунізму, Леніна, Корженевської, надавали допомогу та врятовували постраждалих у горах (Г. Чуб та інші).
Рівень підготовки українських альпіністів завжди був високий. 58 альпіністів нагороджено знаком «Снежный барс» за сходження на усі сімитисячники на території СРСР (п. Комунізму, п. Перемоги. п. Леніна, п. Е. Корженевської). Серед них були альпіністи з різних міст: Б. Сівцов (Донецьк), О. Зайдлер (Дніпропетровськ), В. Дубінін (Київ), В. Свириденко (Одеса), Є. Кондаков (Суми), В. Бахтигозін (Харків) та інші.
Звання «Заслужений тренер СРСР» по альпінізму присвоюється М. Борушко (Харків, 1964), Г. Польовому (Київ, 1984) Б. Сівцову (Донецьк, 1985), А. Спесівцеву (Харків, 1990).
Звання «Заслужений тренер УРСР» по альпінізму присвоюється В. Моногарову (Київ, 1962), В. Овчарову (Київ, 1964), К. Барову (Харків, 1970), Б. Сівцову (Донецьк, 1970), О. Зайдлеру (Дніпропетровськ, 1978), А. Спесівцеву (Харків, 1974), Ю. Мацевітому (Харків, 1975), В. Ковтуну (Київ, 1981), С. Бершову (Харків, 1981), В. Свириденку (Одеса, 1983) та М. Горбенку (Одеса, 1989).
Знаком «Почесний майстер спорту СРСР» (який присвоювався з 1963 по 1968 рр.) нагороджені: Г. Свентицька (Харків,1964), В. Моногаров (Київ, 1964), В. Лівшиць (Одеса, 1966), В. Козявкін (Харків, 1967) та Г. Польовий (Київ, 1968).
Звання «Заслужений майстер спорту СРСР» присвоюється М. Погребецькому (Київ, 1939), А. Зюзіну (Дніпропетровськ, 1947), В. Моногарову (Київ, 1967), С. Бершову (Харків, 1982), А. Москальцову (Харків, 1982), М. Туркевичу (Харків, 1982), В. Пастуху (Харків, 1989), М. Горбенку (Одеса, 1990).
Першими українськими альпіністами, яким присвоюється звання «Майстер спорту міжнародного класу», стають В. Моногаров (1969, Київ), В. Гончаров (1969, Ялта), Н. Мащенко (1969, Київ), Виктор Грищенко (1984, Київ), В. Бойко (1986, Нікополь).
Досягнення у спортивному альпінізмі базувалося на розвитку масового альпінізму, на навчальному альпінізмі (системі залучення та підготовки молоді, а також підготовки інструкторів альпінізму). Методика і практика навчання основам альпінізму та вдосконаленню майстерності в СРСР була найкращою у світі. Навчання велося в основному через альпіністські табори (з початку 80-х років — бази), розташовані в гірській місцевості, та через навчально-методичні збори в горах і альпініади. Матеріально-фінансові потреби забезпечувалися здебільшого за рахунок профспілок (спортивних товариств профспілок), а також місцевих комітетів фізкультури і спорту.
Українські інструкторські кадри готувалися як на загальносоюзному рівні (українська школа інструкторів альпінізму в ущ. Адил-су (Кавказ) у 1951 році перетворилася на загальносоюзну школу) та школах на місцевому рівні, які періодично створювалися там, де була достатня кількість висококваліфікованих інструкторів альпінізму (Київ, Харків, Дніпропетровськ, Одеса та інші міста).
Розвиток масового альпінізму був би неможливий без ентузіастів-організаторів секцій альпінізму в областях, містах, вузах, на підприємствах, установах. Серед них, у Києві — В. Рожко, В. Овчаров, А. Глуховцев та інші; у Харкові — В. Барков, М. Борушко, К. Баров та інші; у Дніпропетровську — А. Зюзін, І. Кацнельсон, О. Зайдлер та інші; у Донецьку — П. Якуц, Б. Сівцов, М. Туркевич та інші; в Одесі — А. Блещунов, В. Лівшиц, Б. Брітанов, В. Симоненко, М. Горбенко та інші; в Ужгороді — Л. Кенсицький, у Львові — Г. Крушель, Г. Шалаєв, Р. Струк та інші; у Луганську — З. Ляпін, Л. Кругліков, М. Загірняк та інші; в Івано-Франківську — Я. Курус та інші.
Прийнята система підготовки та робота ентузіастів-активістів сприяла якісному і кількісному розвитку альпінізму. Кількість альпіністів в Україні у 1985 році досягла 10000 осіб, але за період перебудови цей показник трохи зменшився.

## Альпінізм в незалежній Україні

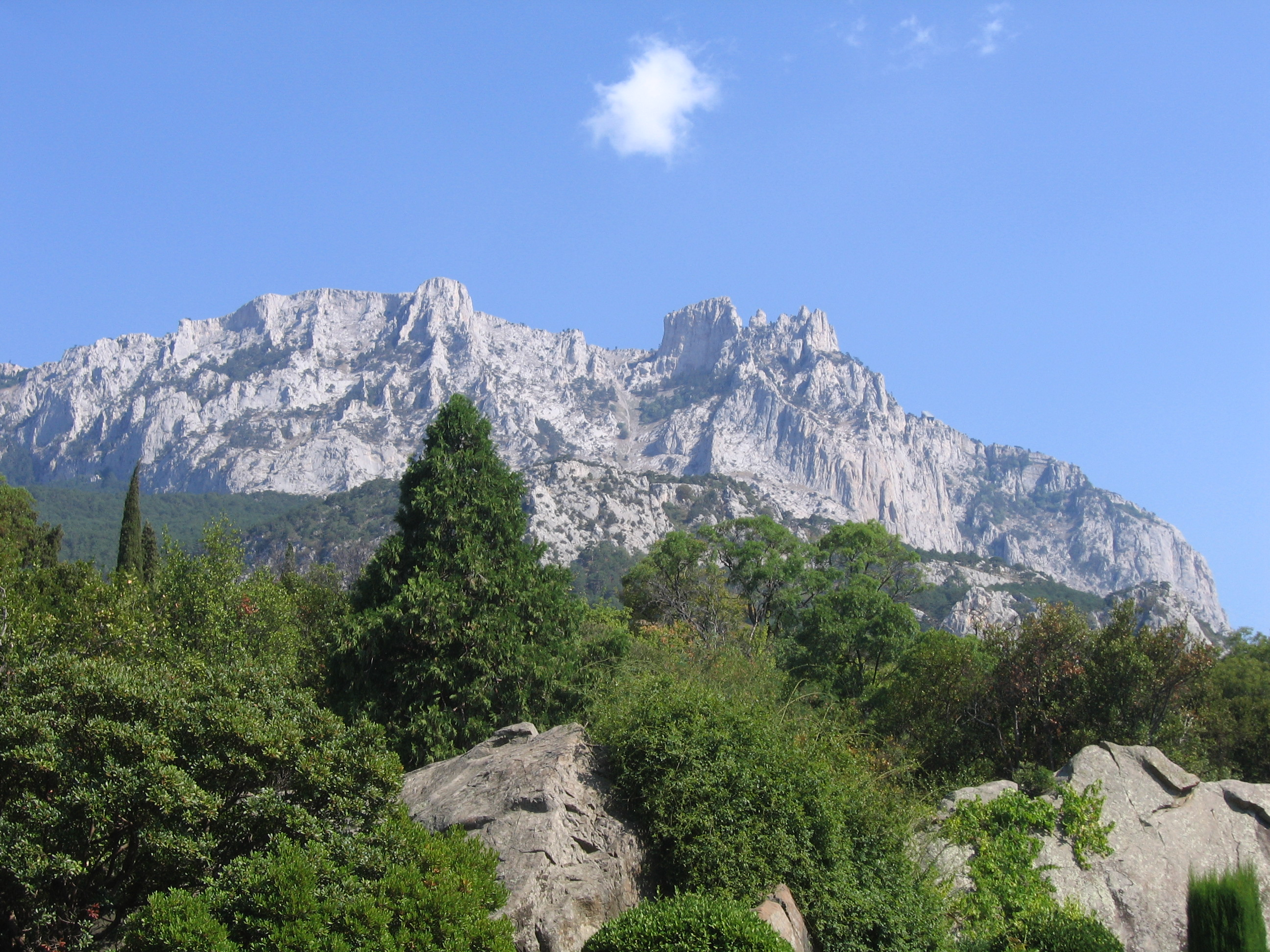
Ай-Петрі

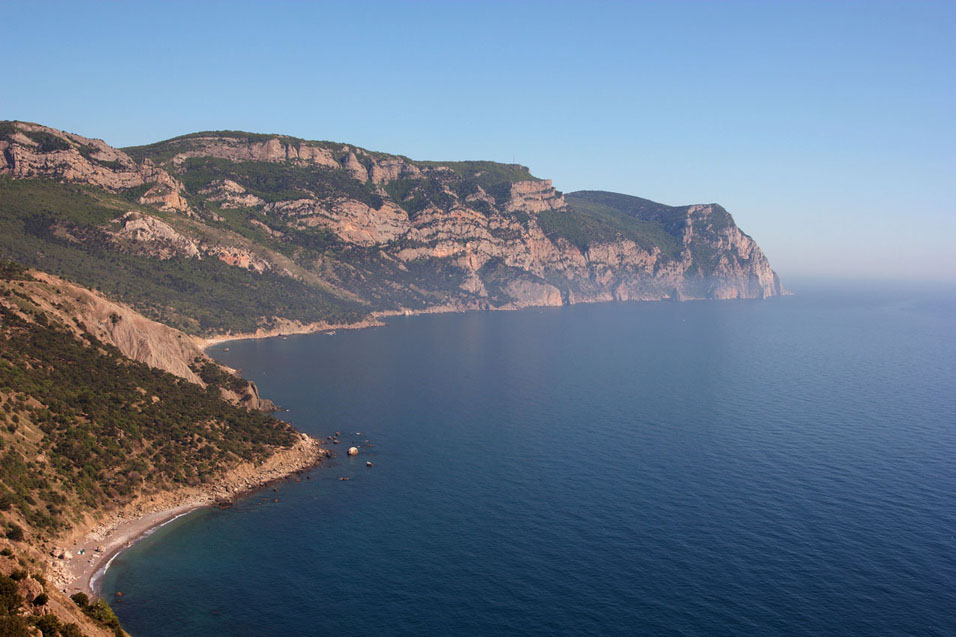
Мис Айя

З 1991 року у зв'язку з розпадом СРСР альпіністська спільнота України стала самостійною, у тому числі, в організаційному плані. Система організації альпіністського руху до 1958 року складала кілька рівнів: секції альпінізму низових колективів, міські (обласні) секції альпінізму, Українська секція альпінізму, а також республіканські секції альпінізму спортивних товариств профспілок та відомств. У 1958 році, структура в цілому збереглася, але міські і українська секції були перейменовані у Федерації альпінізму. Від створення Української секції (1937) й до 1954 року Головою секції був М. Погребецький. Його спочатку замінює активіст секції В. Мішура (1955—1956), потім учень М. Погребецького, професійний працівник спорту А. Ситніков (1956—1957). У 1958 році головою Федерації альпінізму УРСР обирається В. Моногаров (згодом ЗМС СРСР, ЗТ УРСР, доктор педагогічних наук, професор), який майже 30 років (1958—1987) очолював Федерацію. На початку 1988 року (12 лютого) на період 1988—1993 роки головою ФА обирається член-кореспондент АН УРСР, майстер спорту В. Шуміхін. У цей час намітився відрив ведучих спортсменів від загальної маси альпіністів. Економічні умови призводять до кількісного погіршення процесу підготовки кадрів, перестало вистачати тренерів та інструкторів. Виникає необхідність змін, корегування роботи. Ставляться задачі по збільшенню кількості клубів як осередків розвитку альпінізму, у тому числі і професійному, по розвитку системи юридично самостійних клубів, міських та обласних федерацій. У 1989 році (15 квітня) наказом Держкомспорту України затверджується єдина Федерація альпінізму та скелелазіння України. Розробляється новий устав Федерації. У 1991 році завершується формування нової структури Федерації. Її основою стають юридично самостійні колективні члени (суб'єкти) Федерації, які об'єднують місцеві низові осередки і окремих осіб (індивідуальних членів), а самі об'єднуються у Федерацію, структура якої така. Вищий керівний орган Федерації — конференція суб'єктів Федерації. Вона обирає (на 4 роки) президента, президію голів комітетів з альпінізму, скелелазіння і ревізійної комісії. Президія затверджує склад комітетів і ревізійної комісії, голів комісій: спортивно-технічної, у справах молоді, з підготовки кадрів, медичної, з пропаганди альпінізму та скелелазіння, методичну раду, голів підкомітетів, колегій суддів та тренерські ради комітетів, формує виконком Федерації як робочий орган, який веде організаційну роботу по виконанню усіх рішень конференцій, Президії і по розвитку альпінізму в Україні. Виконком формує та затверджує склади комісій, підкомітетів, колегії суддів, тренерських рад та редакційної колегії інформаційного бюлетеня. Президія повинна проводити засідання не менше 2 разів на рік, а Виконком — 1 раз на 2 місяці. Така організаційна структура дозволила керівним органам Федерації достатньо ефективно виконувати свої функції по координації, корегуванню і контролю дій суб'єктів Федерації, по плануванню та реалізації проведенню альпіністських заходів, по розробці нормативних і методичних документів та інше. Діяльність Федерації та її суб'єктів утримують до початку 1993 року спад чисельності членів Федерації, зумовлений політичними та економічними змінами. Цьому також сприяє Перша українська гімалайська експедиція на Манаслу (8162 м, Гімалаї, Непал) у 1991 році (керівник В. Шуміхін) та прийняття Федерації (1992) першою серед країн СНД повноправним членом Міжнародного союзу альпіністських асоціацій (UIAA) і отримання права безпосередньої участі у міжнародних заходах. Але на шляху підтримки масовості в альпінізмі встають перепони — він лишився своїх баз (усі гори, крім Карпат і Криму, знову за кордоном України), на проведення заходів потрібні великі кошти, а їх бракує. Кількість змагань, що вимагає високої майстерності, різко впала, залишився тільки чемпіонат України.
У 1993 році (16 жовтня) президентом Федерації стає майстер спорту І. Хариняк. Протягом 1993—1995 років він веде в основному організаційну роботу по упорядкуванню взаємозв'язків керівної ланки з суб'єктами Федерації шляхом створення нормативної і документальної бази, налагодження обліку та статистики. На основі проектів положень та нормативів, розроблених головою спортивно-технічної комісії О. Фоміним, створюються Правила горосходжень, Положення по класифікації маршрутів, Положення про інструкторів альпінізму, інші положення, розрядні вимоги по сходженням та класифікаційна таблиця маршрутів у Кримських горах (на базі матеріалів А. Бринзи та інших) та у Карпатах (на базі матеріалів гірського клубу «Екстрем», м. Львів) та інші. Створюється також програма дій на перехідний період.
Розробляється Положення стосовно почесного члена Федерації (1994, 11 січня). У 1995 році цього звання удостоєні Г. Польовий, В. Моногаров, В. Овчаров, В. Шуміхін, О. Фомін, а у 2000 році — В. Симоненко.
В цьому ж році (1995, червень) UIAA входить до Міжнародного олімпійського комітету — альпінізм та скелелазіння одержують можливість стати олімпійськими видами спорту.
На початок 1995 року чисельність членів федерації України становить 875 осіб. Після 1995 року федерацію очолює В. Шуміхін (1996, 3 лютого — 1998), а з кінця 1998 (з 4 листопада) — В. Симоненко.
У цей період альпінізм все більше стає клубним спортом, але приплив молоді надто малий. Тільки в Одесі (В. Симоненко, М. Горбенко та інші) альпіністський клуб зумів створити свою матеріальну базу, є спортсмени усіх рангів: досвідчені майстри — висотних та технічно складних сходжень, молодь масових розрядів. Але і в інших колективах йде робота.
Зусиллями ентузіастів-дніпропетровчан під керівництвом О. Зайдлера щорічно проводяться альпіністські збори на Кавказі за участю молоді з різних міст. У Сумах працює дитячо-юнацький клуб альпіністів (директор В. Паненко), який разом з Федерацією альпінізму м. Суми (Ф. Мітюхін) кожний рік готує на Кавказі альпіністів-розрядників.
Поступово формуються реґіональні федерації альпінізму та скелелазіння. Це дає змогу ФАіС України у 1996 році отримати статус Національної федерації. Наказом міністерства з фізичної культури і спорту України О. Зайдлер (Дніпропетровськ) та П. Білошицький (Київ) стають членами комісії UIAA (молодіжної і медичної).
З обранням президентом федерації В. Симоненка — видатного політичного та державного діяча, майстра спорту з альпінізму (згодом заслуженого тренера України) — значно зросла упорядкованість і організованість діяльності Федерації. Зросли спортивні досягнення та консолідація діяльності суб'єктів Федерації. Цьому сприяли активісти, члени Президії, Виконкому, керівники і альпіністський актив суб'єктів Федерації (В. Шуміхін, П. Славинський, Г. Чуб, Л. Герасимова, О. Фомін, О. Зайдлер, А. Верба, В. Овчаров, А. Ситніков, А. Клокова, М. Горбенко, Ф. Мітюхін, В. Паненко, С. Бершов, В. Сухарев, М. Загірняк, Г. Польовий, В. Леонтьєв, О. Холопцев, І. Кавер та інші). Почав випускатися інформаційний бюлетень «Альпинизм и скалолазание в Украине».
За десятиріччя незалежності України, незважаючи на тяжкі економічні умови, в українському альпінізмі продовжувалась напружена робота з підготовки кадрів інструкторів, суддів з альпінізму, по організації проведення масових заходів, по забезпеченню спортивних досягнень. Проведення Федерацією у 2000 році першої за роки незалежності великомасштабної «Альпініади-2000» (Кавказ) із завданням організації повноцінної навчально-спортивної роботи та підготовки альпіністів масових розрядів сприяло пропаганді альпінізму та надії альпіністського загалу на підвищення масовості. Захід охопив три райони Кавказу і координувався представниками Федерації О. Зайдлером (Безенгі), В. Леонтьєвим (Приельбрусся) та М. Загірняком (Домбай). У ньому взяли участь 307 альпіністів з 12 суб'єктів ФАіС України.
Підвищується авторитет українського альпінізму на міжнародному рівні. Під егідою ФАіС України у Криму з жовтня по травень почали функціонувати постійно діючі альпіністські збори ФАіС м. Севастополя (А. Холопцев). Останні роки у Криму проводяться міжнародні зустрічі молодих горосходжувачів «Кримський Скельний Фестиваль» у рамках програми молодіжної комісії UIAA.
Високий спортивний рівень українські горосходжувачі демонструють як в окремих сходженнях в Україні (Крим, Малі гори) так і за кордоном (Кавказ, Паміро-Алай, Альпи, гори Аляски, Японії, Африки, Чилі та інші), так і у чемпіонатах України та українських гімалайських експедиціях.
Чемпіонати України з альпінізму у великих горах (Кавказ, Памір та ін.) започатковані у 1957 році. Першими чемпіонами стали В. Кононенко, Б. Субартович, Н. Луцик, А. Наумов (Кавказ, техн. клас, Чатин по півн. стіні, Кавказ, ДСТ «Авангард», Київ), В. Овчаров В. Моногаров (траверс масиву Аксаут, Кавказ, ДСТ «Авангард»).
Чемпіонати України з альпінізму у Криму (малі гори) започатковані у 1971 році по ініціативі Г. Польового. Першими чемпіонами стали А. Ларіонов, О. Гриппа, В. Волинський (усі Сімферополь), В. Гончаров (Ялта) і В. Моногаров (Крим, Ай-Петрі Східна, 1100 м, по контрфорсу південної стіни). Початком прокладення альпіністских маршрутів у Кримських горах прийнято вважати 60-ті роки XX століття. Одними з перших почали здійснювати сходження у Криму В. Гончаров та В. Павлатос з Ялти, О. Гриппа та А. Ларіонов з Симферополя та інші. Поступово рік за роком були пройдені красиві і складні маршрути по стінах гір Айя, Кушкая, Ай-Петрі, Замок, Кастропольска стіна, Морчека, Шан-кая, Челебі та інші. У альпіністське освоєння гір Криму внесли вклад Вік. Грищенко, Вал. Грищенко, А. Верба, В. Бодник, В. Самодєд, В. Форостян, Ю. Лішаєв, А. Геніуш, В. Круглов, А. Ляшенко та інші.
Правилами змагань з альпінізму передбачено проведення змагань у 7-ми класах: малі гори (висота до 2500 м), скельний клас (2501-4500 м), технічний (4501-6500 м), висотний (вище 6501 м), траверси, зимовий та льодовий (у трьох останніх висота обумовлюється в Положенні про змагання), та 3-х групах: 1) офіційні міжнародні змагання, чемпіонати і Кубок України; 2) Кубок Федерації та змагання по плану Держкомспорткомітету; 3) кваліфікаційні змагання, в тому числі і колективів фізкультури.
Першими чемпіонами незалежної України (1992 рік) стали: А. Хромов, І. Бабенчук, С. Федірко, М. Дудик (скельний клас, Львів), І. Свергун, С. Бершов, А. Танец, Ю. Стрельніков, В. Сасько (технічний клас, Харків), М. Горбенко, Ю. Завершинський, В. Альперін, А. Власенко, В. Бойко, В. Бодилев, В. Терзиул (висотний клас, Одеса).
У 2000 році вперше чемпіонат України був проведений в Шамоні (Альпи) (Головний суддя П. Славинський, головний секретар Л. Герасимова). У скельному класі змагалися 8 команд. Чемпіонами стали М. Могила і В. Ніколаєв (а/к «Одеса», м. Одеса), призерами В. Пестріков і І. Савельєв (Дніпропетровськ) та М. Горюнов і Ю. Стрельніков (Київ).
У технічному класі (Кавказ) перемогла команда а/к «Одеса» (В. Альперін, А. Геніуш, М. Євчев, В. Кривошеєв), у класі малих гір (Крим) — команда м. Севастополя (А. Шелхаков і В. Попов), у Кубку Федерації — команда а/к «Одеса» (А. Лавриненко, П. Маркевич).
Значні досягнення українські альпіністи мають при проведенні експедицій у Гімалаї та Каракорум. За роки незалежності проведено 10 експедицій (6 — Одеса, 3 — Держкомспорт України, 1 — Харків). Наші альпіністи також брали участь у 6-ти міжнародних експедиціях, 28 наших горосходжувачів побували на вершинах висотою більше 8000 м. Українські альпіністи побували на всіх найвищих вершинах світу. А В. Терзиул піднявся на 14 восьмитисячників без кисневого апарату, С. Бершов — на шість. Пройдені складні маршрути на Пуморі (7161 м) і Ама-Даблам (6856 м) у Непалі, шеститисячник Мак-Кінлі (Аляска) та інші.
В ряду цих високогірних досягнень виділяється успішне сходження на вершину світу Еверест Першої Української національної експедиції «Еверест-99» під керівництвом В. Симоненка, старший тренер М. Горбенко (1999 рік). Троє членів збірної команди досягли вершини без кисневих апаратів: В. Терзиул, В. Копитко, В. Горбач. Нелегко далося це досягнення. Ще й досі невідома доля досвідченого альпініста В. Копитка, сліди якого загубилися на Евересті. Досягнення експедиції було відмічено урядовими нагородами та присвоєнням високих спортивних звань усім учасникам заходу. Організатору і керівнику експедиції В. Симоненку присвоєно почесне звання «Заслужений тренер України з альпінізму».
Крім участі у офіційних змаганнях та експедиціях групи альпіністів реґіональних Федерацій і альпклубів здійснювали окремі сходження майже в усіх гірських системах і районах світу, демонструючи високий рівень майстерності українських альпіністів.
Сучасний альпінізм по суті не відрізняється від альпінізму початкового періоду його розвитку, але якісно він значно складніший. Сучасні страхувальне, допоміжне та бівуачне спорядження, екіпіровка, система фізичної, технічної та тактичної підготовки, тактична грамотність, їжа та медикаментозні засоби дозволяють долати скельні та льодові вертикальні та нависаючі стіни, складні снігові та комбіновані маршрути, підніматися без кисню на майже 9-ти кілометрову висоту та перебувати на ній декілька діб.
Великі довготривалі навантаження у високогір'ї в умовах кисневого голоду потребують глибоких наукових досліджень з наступними практичними рекомендаціями, які можна використовувати в похідних умовах. Тут ще багато роботи.
Досягнення альпіністів України за останні роки, організуючою і напрямною силою яких є ФАіС України на чолі з В. Симоненком, сприяють розвитку альпінізму в Україні. Зараз Федерація об'єднує 35 суб'єктів, розташованих майже в усіх реґіонах України. Ведеться організаційна робота по створенню бази у Криму, по налагодженню інформаційної системи, по підготовці інструкторських кадрів та спортсменів високої кваліфікації, направлених на подальший ріст масовості альпіністського загалу та рішення проблемних спортивних альпіністських задач.

## Досягнення українських альпіністів
1. Команда одеситів: В. Могила, А.Жилін, А.Лавриненко, В.Яричевський здійснили висококласне сходження по новому шляху на Велику Вежу Транго.
2. Українсько-російська жіноча команда у складі Марина Коптєва (Україна), Аня Ясинська (Україна) і Галя Чібіток (Росія):

2011. «Кришталевий Пік» (за народним голосуванням) отримала ця команда в проекті «Women's Alpine Project», а саме, за сходження на п. Амін Бракк по м-ту «Czech Express» (6B).
2011. Сталевого Ангела (обирали експерти) отримала Марина Коптєва за своє весняне соло-сходження на Морчеку по м-ту «Центр» (6A).
2012. Номіновані на премію ім. Карла Унтеркірхера (Karl Unterkircher Award) за першопроходження на Велику Вежу Транго. Журі при цьому зазначило, що нагородило цією премією українську жіночу команду за їх вміння використовувати технічно складні елементи сходження і за уособлення собою значного внеску в розвиток жіночого альпінізму.
2012. Одержали премію «Золотий льодоруб Росії» за вищевказане сходження.

### Перші серед альпіністок-жінок
20 травня 2016 року Ірина Галай стала першою українкою, якій вдалося підкорити Еверест.
13 грудня 2017 року Тетяна Яловчак стала першою українкою, якій вдалося підкорити найвищі вершини усіх 7 частин світу